# Torso (film, 1973)
Pour les articles homonymes, voir Torso.
Pour plus de détails, voir Fiche technique et Distribution.
Torso (I corpi presentano tracce di violenza carnale) est un giallo italien coécrit et réalisé par Sergio Martino, sorti en 1973.
Le film suit Jane, une américaine partie étudier l'art en Italie à l'université de Pérouse, dont la vie devient moins paisible lorsqu'une série de meurtres commence sur le campus. Sa copine Daniela reconnaît une écharpe rouge et noire retrouvée sur une des victimes sans réussir à se souvenir de l'endroit où elle a pu la voir. La police ne parvient pas à retrouver le coupable. Jane, Daniela et leurs amies décident de partir à la campagne pour s'éloigner et être en sécurité dans une villa. Malheureusement, le meurtrier rôde autour et il est déterminé à toutes les éliminer.
Il s'agit du cinquième giallo de Martino. Le film est centré sur une série de meurtres sanglants de jeunes étudiantes à l'Université pour étrangers de Pérouse. Plusieurs critiques le décrivent comme l'un des premiers exemples de slasher.

## Synopsis
Un tueur en série psychopathe secoue une ville universitaire italienne en étranglant et en assassinant de préférence de jeunes et séduisantes étudiantes en histoire de l'art avec un collier noir et rouge. Le tueur inconnu découpe ensuite ses victimes à la scie. La police est dans le noir. L'étudiante Daniela soupçonne bientôt son fervent admirateur Stefano, un étrange camarade d'université, d'être le coupable. Sur les conseils de son oncle, elle déménage avec Jane et deux autres étudiantes étrangères de la faculté dans une villa isolée à la campagne à Tagliacozzo, située au-dessus d'un petit village près d'une falaise, afin d'échapper à la mystérieuse série de meurtres. Dans la grande propriété, les amies se sentent d'abord en sécurité. Elles profitent de leur vie insouciante.
Un jour, Jane se foule le pied lors d'un petit accident et souffre dès lors de terribles douleurs. Le soir, elle prend donc des somnifères prescrits par son médecin pour passer la nuit sans souffrir. Mais lorsqu'elle se réveille le lendemain matin, elle est perturbée et cherche ses amies qui, sans qu'elle s'en aperçoive, ont été victimes du tueur sanguinaire pendant la nuit. Le criminel masqué a également tué Stefano, qu'il soupçonnait par erreur. Lorsque Jane découvre les corps ensanglantés de ses compagnes, elle entend, traumatisée, un bruit étrange qui la pousse par réflexe à se rendre dans la chambre voisine. Là, elle voit le tueur masqué découper les corps sans vie des jeunes femmes à l'aide d'une scie, puis les mettre dans un sac avant de les enterrer dans la forêt voisine.
Alors qu'il est encore en train de nettoyer la maison, le tueur est alerté par les bruits que Jane a provoqués par inadvertance, ce qui l'amène à fouiller la maison, mais il ne trouve personne. L'inconnu ferme la villa à clef et enferme sans le savoir Jane, handicapée par sa chute dans les escaliers, dans une petite chambre. Le soir, il revient cependant dans le bâtiment pour se consacrer à une quatrième étudiante. Jane tombe, impuissante, dans les griffes du tueur en série misogyne, qu'elle identifie comme son professeur Franz, autrefois vénéré. Franz se révèle à son étudiante et lui explique que, poussé par un traumatisme de son enfance, il est littéralement contraint de commettre les meurtres de femmes « indignes », qu'il qualifie de poupées, par vengeance. Au départ, il pensait que Jane, avec qui il avait eu l'occasion de discuter de sujets d'histoire de l'art en dehors de l'université, était différente des amies qui l'entouraient. Mais comme Jane ne comprend pas ce qu'il fait, il pense s'être trompé à son sujet et ne voit en elle rien d'autre qu'une poupée de plus. Au moment où Franz s'apprête à étrangler Jane, il est interrompu par Roberto, le médecin traitant de Jane en visite à l'hôpital. Franz laisse Jane légèrement blessée et se réfugie dans une petite cabane à outils, où un duel s'engage entre les deux hommes. Le docteur parvient finalement à neutraliser Franz, qui tombe en bas de la falaise voisine. Il dit à Jane qu'ils vont tout de suite appeler la police et qu'ils vont ensuite quitter les lieux.

## Fiche technique
- Titre original : I corpi presentano tracce di violenza carnale[2]
- Titre français : Torso[3]
- Réalisation : Sergio Martino
- Scénario : Ernesto Gastaldi et Sergio Martino
- Costumes : Silvio Laurenzi et Vera Marzot
- Décors : Giantito Burchiellaro
- Montage : Eugenio Alabiso
- Musique : Guido De Angelis et Maurizio De Angelis
- Photographie : Giancarlo Ferrando
- Production : Antonio Levesi Cervi et Carlo Ponti
- Sociétés de production : Compagnia Cinematografica Champion]
- Pays d'origine :  Italie
- Langue originale italien
- Format : couleur - 1,66:1 - Son mono - 35 mm
- Genre : giallo
- Durée : 89 minutes
- Date de sortie : 
  - Italie : 4 janvier 1973
  - France : 13 décembre 1973
- Classification :
  - France : Film interdit aux moins de 16 ans

## Distribution
- Suzy Kendall : Jane
- Tina Aumont : Daniela
- Luc Merenda : Roberto
- John Richardson : Franz
- Roberto Bisacco : Stefano Vanzi
- Ernesto Colli : Gianni Tomasso, le vendeur d'écharpe
- Angela Covello : Katia
- Carla Brait : Ursula
- Conchita Airoldi : Carol Peterson
- Patrizia Adiutori : Florence Heineken
- Luciano Bartoli : le motard
- Luciano De Ambrosis : l'inspecteur Martino
- Enrico DiMarco : l'idiot du village
- Renato Cestiè :

## Production
Les intérieurs du film ont été tournés dans les Dear studios, dans le quartier Nomentano de Rome (à l'époque un studio, devenu aujourd'hui un centre de production télévisuelle appartenant à la Rai) ; les extérieurs, en revanche, ont été tournés à Pérouse, en particulier dans son centre historique (où se déroule la première partie du film), et dans le village abruzzais de Tagliacozzo, dans la province de L'Aquila (où se déroule la seconde partie).
D'autres scènes extérieures ont été tournées dans le Latium, à la cascade de Monte Gelato et dans le hameau romain de Corcolle (San Vittorino).

## Accueil
Les longues scènes de chat et de souris entre le tueur et la dernière survivante dans les 30 dernières minutes du film ont permis à Torso d'être rétrospectivement reconnu comme un précurseur du slasher, à l'instar de La Baie sanglante (1971) de Mario Bava. Quentin Tarantino a présenté sa copie du film au QT-Fest de 1999 et son collègue Eli Roth a cité le film parmi ses gialli préférés et comme une influence sur Boulevard de la mort (2007) et Hostel, chapitre II (2007).